# Stella Engama
Stella Engama, née Stella Irène Virginie Engama le 25 février 1955 à  Yaoundé (région du Centre au Cameroun), est une enseignante-chercheure, romancière, poétesse et dramaturge camerounaise. Elle est promotrice d'un prix littéraire qui porte le nom de sa Fondation et fondatrice de groupes scolaires, centre culturel et de la Société des Amis de la Littérature (SAL). Elle est une reine en peuple Eton.

## Biographie

### Enfance et formation
Stella Engama naît le 25 février 1955 à Yaoundé et est la quatrième d'une fratrie de seize enfants. En 1973, elle passe l'examen du Baccalauréat G1 avec mention "Bien" au Lycée Technique de Yaoundé. En 1978, elle obtient une Maîtrise en Droit privé à l'Université de Yaoundé. En 1983, elle décroche le Diplôme d'Etudes Approfondies (DEA) en Droit des affaires à Paris II.

### Carrière
Stella Engama occupe le poste de Secrétaire de direction à la Chancellerie de l'Université de Yaoundé. Elle enseigne le droit au Lycée Technique Commercial de Yaoundé et à l'Association pour la Formation des Cadres (AFCA) où elle est enseignante vacataire. En 1979, elle rejoint le Groupe T. Bella en tant qu'Attachée de direction chargée de Contentieux et du Personnel. Elle démissionne en 1982 pour se lancer dans l'entrepreneuriat. Elle crée d'abord avec son frère architecte, une société de Génie civil et d'Architecture intérieure dénommée ARDEHCO. Ensuite, elle lance la Fondation Universelle Stella Engama pour l'Éducation et la Culture (FUSEE) en août 1989 comprenant des groupes scolaires à Yaoundé et dans son village à Nkol-Nyada à 25 kilomètres sur la route d’Okola.

### Carrière littéraire
En 1993, elle publie le premier tome de Un siècle d’agonie sous le titre Mystère de ma vie et en 1998, parait le deuxième tome, L’univers brisé d’une reine. En 2003, elle participe au salon du livre de Paris porte de Versailles où 40 exemplaires du roman Les chaînes du droit de cuissage sont vendus.
Elle s'engage pour la promotion des littératures africaines francophones.
Elle publie  Invente-moi et paroles intimes, un recueil de poème dédié aux rapports amoureux problématiques et offrant un questionnement sur les rapports sociaux de sexe.
Stella Engama continue d'écrire des correspondances. Elle publie des éloges funèbres adressés à Eno Belinga, Emmanuel Keki Manyo, René Philombé, Cyrille Effala et Sita Bella.

### Vie de famille
Stella Engama est mariée et divorcée, elle est mère de sept enfants et a quatre petits-enfants,.

## Œuvres

### Romans
- Un siècle d'agonie, Editions FUSEE, 1992 (OCLC 35049459, lire en ligne), préface de Jacques Fame Ndongo[1],[4],[9].
- Les chaines du droit de cuissage: roman, Editions F.S.E.E., 2002 (OCLC 52922935, lire en ligne)[1],[4],[9].
- L'univers brisé d'une reine: roman, 1998 (OCLC 1057377901, lire en ligne).
- Les Délices de l'enfer[1],[4].

### Poésie
- Les sentiments que l'on s'aime: poésie, Editions FUSEE, 0000 u (OCLC 57533327, lire en ligne) Les Sentiments que l'on s'aime[1],[4],[9].

- Invente-moi et paroles intimes: poème symphonique en 19 mouvements, Editions fusée, 1999 (OCLC 47224391, lire en ligne)[10].